# Napeogenes acreana
Napeogenes acreana är en fjärilsart som beskrevs av Ferreira D'almeida 1958. Napeogenes acreana ingår i släktet Napeogenes och familjen praktfjärilar. Inga underarter finns listade i Catalogue of Life.